# ゼロの使い魔 on the radio 〜トリステイン魔法学院へようこそ〜
『ゼロの使い魔 on the radio 〜トリステイン魔法学院へようこそ〜』（ゼロのつかいま オンザレディオ トリステインまほうがくいんへようこそ）は、『ゼロの使い魔』を題材としたインターネットラジオ番組である。

## 概要
予告無しで始まった番組であるにもかかわらず、リスナー数が序盤から8000人を超え、第一期中盤に差し掛かったあたりには30000人にまで増加し、第一期終盤にはさらにリスナーの数は増えていたと思われる。ちなみにこれはリピーターの数を除き（バックナンバーが公開されている番組なので何時でも何度でも視聴することが出来る）、番組を最初から最後まで聴いたリスナーのみカウントした数値である。2006年末の時点で、最も多かった第1回のリスナーの数は89264人と発表された。
またその人気ぶりに、キャララジオで公開していた番外編2編が、配信終了後に期間限定で再公開されていた。
タイトルコールは「ゼロの使い魔 on the radio」までを釘宮、「トリステイン魔法学院へようこそ」を日野が読み上げている。
基本的に、ゼロの使い魔のアニメが放映されている間は毎週配信、それ以外の時期は月1度の配信という形で、2006年6月から2009年3月までの、のべ2年と9か月（番組内では3年としている）の間、番組を継続していた。
略称は「ゼロラジ」。あいさつとして「ゼロにちは」などが用いられる。

### 配信
下記のように第一期〜第三期と分けられているが、公式HP上の回数は第一期からの通算回数でカウントされている。このため第19回が第二期の、第48回が第三期のそれぞれ初回である。
第一期
第1回 - 第17回（2006年6月9日 - 2006年9月29日/毎週金曜日配信）
また、キャララジオにおいて、キャララジオ出張版として2006年8月11日と8月25日の2回、番外編が配信された。
第二期開始後もしばらくバックナンバーが公開されていたが、ラジオCDの発売告知後、削除された。
第二期
第19回 - 第47回（2007年1月27日 - 2007年6月27日/毎月1回配信、2007年7月6日 - 2007年9月28日 /毎週金曜日配信、2007年10月25日 - 2008年6月25日/毎月1回配信）
アニメ「ゼロの使い魔」の第2シーズンが放送される事が決定し、2006年12月27日に「第2シーズン記念版・2006年冬スペシャル」として第18回目が配信され、さらに番組自体が第二期として2007年1月27日に復活した。なお、この時点では月1回（毎月27日前後）の配信。
さらに2007年3月に、キャララジオにて『ゼロの使い魔 on the radio キャララジオ出張版 〜メディファク・ワールドへようこそ〜』として、メディアファクトリーの提供する他のアニメからゲストを迎えての番外編が配信された。
2007年7月からのアニメ第2シーズン「ゼロの使い魔〜双月の騎士〜」放送に合わせ、2007年7月6日配信の第25回から同年9月28日配信の第37回まで再び毎週金曜日配信となるが、第38回以降は再び月に1回（毎月27日前後）の配信となる。
2007年10月には、三たびキャララジオにて『ゼロの使い魔 on the radio スペシャル ルイズがキャララジオで大暴れマンスリー!』として、メディアファクトリーの提供する他のアニメからゲストを迎えての番外編が配信された。
バックナンバーの公開分は、ラジオCDの発売告知後、削除された。
第三期
第48回 - 第66回（2008年7月4日 - 2008年9月26日/毎週金曜日配信、2008年10月31日 - 2009年3月27日/毎月1回配信）
アニメの第3シーズンの放送開始に合わせ、2008年7月4日の第48回からは番組自体が第三期となり、以後9月26日配信の第60回までのアニメ第3シーズン放送中の3か月は毎週更新に変更されたが、第61回以降はまた月に1回の配信に戻る。第66回が最終更新。この最終回は直前までメールを待ったため、配信前日の収録であった。
スペシャル
第67回（2009年10月30日）で『秋の特番復活スペシャル!!!』として復活。さらに、2010年1月29日には冬のスペシャル放送（第68回）も行われた。
バックナンバーは、ラジオCD（第5弾）の発売告知後に削除され、2010年2月現在は第67回、第68回のみの公開となっている。
第四期
ファイナルシリーズ『ゼロの使い魔F』の制作発表にあたり配信開始。タイトル変更に加え、配信サイトもHiBiKi Radio Stationに変わり、放送回はリセットされ第1回からとなっている。

### パーソナリティ
- 釘宮理恵（ルイズ役）・日野聡（才人役）
  - 番組内では、日野は釘宮から「日野ちゃま」と呼ばれ、釘宮は日野から「理恵ちゃん」と呼ばれている。ただし、月1回更新になった第二期では「日野ちゃま」と言ったり「日野さん」と言ったりと一定しなくなっている。
  - 日野はラジオ番組に出演するのはこれが初めてで、出演経験のある釘宮がフォローしながら進行していく形となっており、当初は両者にぎこちなさが見て取れた。しかし、回数を重ねるごとに釘宮が黒さを表し、日野を遠慮なく罵る様や日野の返しやキモキャラぶり、そして2人の絶妙な掛け合いなどが人気を呼んでいる。
  - 第二期に入ると、日野のパーソナリティぶりも板につき、逆に釘宮を弄る機会も増えるなど、第一期とは違った二人のスタンスが見られる。

## コーナー
各部屋のコーナー
「ヴェストリの広場」や「会議室」など、毎週訪れる部屋が変わり、その部屋に関係する話をするコーナー。
貴族と平民
貴族と平民の違いを考えるコーナー。リスナーから寄せられた「XXについて、○○という行動をとるなら貴族、△△という行動を取るなら平民」という意見に対し、パーソナリティーが自分ならどうするかについて討論する。
言葉の魔法
リスナーから寄せられた早口言葉に、釘宮と日野が挑戦する。
ホントノキモチ
ルイズにおける「ツン」と「デレ」のように、人が発する言葉と、その裏にある本当の気持ちを投稿する。
魔法学院宝物庫
現代の物にトリステイン王国風の名前を付けるコーナー。月1回更新時は一時休止していたが、第24回より復活した。復活時のタイトルは「魔法学院宝物庫リターンズ」

## 各話タイトル
| 更新 | 回数   | 配信日                     | サブタイトル                                            | ゲスト                                                  | 備考           |
| ---- | ------ | -------------------------- | ------------------------------------------------------- | ------------------------------------------------------- | -------------- |
| 毎週 | 第1回  | 2006年6月9日               | いよいよ番組スタート!                                   | -                                                       | -              |
| 毎週 | 第2回  | 2006年6月16日              | 新コーナー「ルイズのお部屋」大奮発!                     | -                                                       | -              |
| 毎週 | 第3回  | 2006年6月23日              | 「日野ちゃまについて知ろ〜う」のコーナー特別開催        | -                                                       | -              |
| 毎週 | 第4回  | 2006年6月30日              | 「ルイズ」が「エンディングテーマ曲」について解説        | -                                                       | -              |
| 毎週 | 第5回  | 2006年7月7日               | 「ヴェストリの広場」（お便りコーナー）新スタート        | -                                                       | -              |
| 毎週 | 第6回  | 2006年7月14日              | 2人とも「言ったこと忘れてた」?                          | -                                                       | -              |
| 毎週 | 第7回  | 2006年7月21日              | 日野ちゃま、とうとう部屋にエアコンを「つける」??        | -                                                       | -              |
| 毎週 | 第8回  | 2006年7月28日              | 続「エアコンつける発言」で追い詰められる日野ちゃま      | -                                                       | -              |
| 毎週 | 第9回  | 2006年8月4日               | 日野ちゃまの誕生日!                                     | ICHIKO（オープニングテーマ担当歌手）                    | -              |
| 毎週 | 第10回 | 2006年8月11日              | 「番組挨拶」はどうなるのか?                             | -                                                       | -              |
| 毎週 | 第11回 | 2006年8月18日              | ゲスト「キュルケ役」井上奈々子さん登場!                 | 井上奈々子（キュルケ役）                                | -              |
| 毎週 | 第12回 | 2006年8月25日              | 日野ちゃまを“かませたい”対決メール                      | -                                                       | -              |
| 毎週 | 第13回 | 2006年9月1日               | またまた日野ちゃまを「かませる」メールでいっぱい        | -                                                       | -              |
| 毎週 | 第14回 | 2006年9月8日               | かみかみ現象「小芝居コーナー」にも波及…                 | -                                                       | -              |
| 毎週 | 第15回 | 2006年9月15日              | もうこれしか書かないヨ「がんばれ! 日野ちゃま!」         | -                                                       | -              |
| 毎週 | 第16回 | 2006年9月22日              | 消え物コーナー日野ちゃま「バ○ナ+マ○ネーズ」             | -                                                       | -              |
| 毎週 | 第17回 | 2006年9月29日              | とうとう最終回!「オープニング小芝居」は凄いぞ           | -                                                       | -              |
| 特番 | 第18回 | 2006年12月27日             | ゼロラジオが“冬”スペシャルで帰ってきた!!                | -                                                       | 特別配信       |
| 毎月 | 第19回 | 2007年1月27日              | 復活2回目! 息のあった（?）トークをお聴き逃し無く!       | -                                                       | ここから第二期 |
| 毎月 | 第20回 | 2007年2月27日              | 早口言葉。今回の日野ちゃまは冴えているゾ!               | -                                                       | -              |
| 毎月 | 第21回 | 2007年3月27日              | ゲストは原作者ヤマグチ先生。オープニングは必聴!         | ヤマグチノボル（原作者）                                | -              |
| 毎月 | 第22回 | 2007年4月27日              | ゼロラジオにとって「スペシャル」な発表があります        | -                                                       | -              |
| 毎月 | 第23回 | 2007年5月27日              | 理恵ちゃんへの「サプライズ」。さてさて、その訳は?       | -                                                       | -              |
| 毎月 | 第24回 | 2007年6月27日              | 人気コーナー復活! 魔法学院宝物庫 “リターンズ”           | -                                                       | -              |
| 毎週 | 第25回 | 2007年7月6日               | 魔法学院広報室で7/25発「ラジオCD」の詳細を紹介!         | -                                                       | -              |
| 毎週 | 第26回 | 2007年7月13日 （公開録音） | 7/7（土）に行われた“初”公開録音の模様を放送!            | -                                                       | -              |
| 毎週 | 第27回 | 2007年7月20日              | 今回からオープニングを衣替え。心機一転だ〜!!            | -                                                       | -              |
| 毎週 | 第28回 | 2007年7月27日              | ゲストはICHIKOさん。公開録音を振り返ります!             | ICHIKO（オープニングテーマ担当歌手）                    | -              |
| 毎週 | 第29回 | 2007年8月3日               | 日野ちゃま誕生日リターンズ! 山Pからの贈り物は?          | -                                                       | -              |
| 毎週 | 第30回 | 2007年8月10日              | ルイズと理恵ちゃんで、スキ?キライ?スキ!!!のCD解説!      | -                                                       | -              |
| 毎週 | 第31回 | 2007年8月17日              | ネタバレ注意!! ゼロラジオCDを聞いた方のメールを紹介     | -                                                       | -              |
| 毎週 | 第32回 | 2007年8月24日              | ゲストが来たよ! ヤマグチ先生 お忙しい中、再登場!        | ヤマグチノボル（原作者）                                | -              |
| 毎週 | 第33回 | 2007年8月31日              | 釘「ティーパック」→日野「Tバック」=暑さのせい?          | -                                                       | -              |
| 毎週 | 第34回 | 2007年9月7日               | いつも以上に笑う2人。番組はマターリとマターリと…        | -                                                       | -              |
| 毎週 | 第35回 | 2007年9月14日              | うう〜っ、番組から重大発表．．．ホタ〜ルの．．．ン?     | -                                                       | -              |
| 毎週 | 第36回 | 2007年9月21日              | 今回は発売予定のゲームの情報を詳しくお伝えします        | -                                                       | -              |
| 毎週 | 第37回 | 2007年9月28日              | 次回より月一更新。でも10月はキャララジマンスリーだ!     | -                                                       | -              |
| 毎月 | 第38回 | 2007年10月25日             | お久しぶり! 明日のキャララジもあるから連日更新だ〜!     | -                                                       | -              |
| 毎月 | 第39回 | 2007年11月22日             | 「ゼロ使」ゲームのテスト版を体験プレイしちゃいました!   | -                                                       | -              |
| 毎月 | 第40回 | 2007年12月21日             | 年末を締めくくる「懺悔室」にて、ルイズ様にバッサリと。  | -                                                       | -              |
| 毎月 | 第41回 | 2008年1月25日              | 新年を迎えた最初の更新。さて、2人の今年の目標は?        | -                                                       | -              |
| 毎月 | 第42回 | 2008年2月22日              | あれ? サイトから消えた 発表、盛りだくさん! 来た〜!      | -                                                       | -              |
| 毎月 | 第43回 | 2008年3月27日              | 新コーナー発表! え、でも一度だけの募集って? 何故?       | -                                                       | -              |
| 特番 | 第44回 | 2008年4月11日 （公開録音） | 3/30（日）TAFで行われた公開録音（2回目）の模様を放送!   | 川澄綾子（アンリエッタ役） 能登麻美子（ティファニア役） | -              |
| 毎月 | 第45回 | 2008年4月26日              | 今回は「魔法学院校舎裏スペシャル!」ニヤニヤ度MAX!       | -                                                       | -              |
| 毎月 | 第46回 | 2008年5月24日              | webラジオCD第2弾のタイトルが決定!! 詳細はいかに!        | -                                                       | -              |
| 毎月 | 第47回 | 2008年6月25日              | お・ま・た・せしました! 来週から待望の「毎週更新」だ〜! | -                                                       | -              |
| 毎週 | 第48回 | 2008年7月4日               | 第3期もよろしく!! 今週は色々な情報をお届けします。      | -                                                       | ここから第三期 |
| 毎週 | 第49回 | 2008年7月11日              | ゲスト登場! OP曲を歌っているICHIKOさん!                 | ICHIKO（オープニングテーマ担当歌手）                    | -              |
| 毎週 | 第50回 | 2008年7月18日              | お陰様で、放送50回! 感謝を込めて、プレゼント大放出!     | -                                                       | -              |
| 毎週 | 第51回 | 2008年7月25日              | メール沢山送ってくれてありがとう! ほんとスッゴイ数です  | -                                                       | -              |
| 毎週 | 第52回 | 2008年8月1日               | 日野ちゃま、30歳の誕生日おめでとう! やっぱ贈り物は?     | -                                                       | -              |
| 毎週 | 第53回 | 2008年8月8日               | 鯖缶30個のおかげ? で今日の日野ちゃまは、お・と・な?     | -                                                       | -              |
| 毎週 | 第54回 | 2008年8月15日              | 髭○爵ギャグで動揺した理恵ちゃん。その理由は?            | -                                                       | -              |
| 毎週 | 第55回 | 2008年8月22日              | ゼロラジCD第2弾がまもなく発売! 今日は内容詳細紹介!      | -                                                       | -              |
| 毎週 | 第56回 | 2008年8月29日              | 今日の声って調子いい? 何故? 耳がいいから。耳って何?     | -                                                       | -              |
| 毎週 | 第57回 | 2008年9月5日               | 夏と言えばゼロ! 9月に入りましたが、夏はどうでしたか?    | -                                                       | -              |
| 毎週 | 第58回 | 2008年9月12日              | 「楽しそうね!」「楽しくないの?」の後を聞き逃すな!       | -                                                       | -              |
| 毎週 | 第59回 | 2008年9月19日              | 「魔法学院実験室」は聞き逃すな! 理恵ちゃん約束果たす!?  | -                                                       | -              |
| 毎週 | 第60回 | 2008年9月26日              | とうとう60回を迎えました! でも、今後の更新間隔が...     | -                                                       | -              |
| 毎月 | 第61回 | 2008年10月31日             | 重大?発表あり!&惜しまれつつ今回で全コーナー打止め       | -                                                       | -              |
| 毎月 | 第62回 | 2008年11月28日             | 新コーナー開始!驚くほど沢山のメールありがとう!          | -                                                       | -              |
| 毎月 | 第63回 | 2008年12月26日             | ヤマグチ先生 久々の登場&一日遅れのメリークリスマス!     | ヤマグチノボル（原作者）                                | -              |
| 毎月 | 第64回 | 2009年1月30日              | Hop→Step1→Step2→Jump!やる時はやるゼ!by 山森P            | -                                                       | -              |
| 毎月 | 第65回 | 2009年2月27日              | Hop→Step1→Step2→Jump!次のMissionは・・・by 山森P        | -                                                       | -              |
| 毎月 | 第66回 | 2009年3月27日              | 次のMission。それはラジオよりの卒業。3年間ありがとう!   | -                                                       | 最終更新       |
| 特番 | 第67回 | 2009年10月30日             | 2009年 秋の特番 復活スペシャル!!!                       | -                                                       | -              |
| 特番 | 第68回 | 2010年1月29日              | 簡単にゼロラジは終わらない!またまた復活スペシャル!      | -                                                       | -              |

## ゲスト
- 第9回（2006年8月4日）、第28回（2007年7月27日）、第49回（2008年7月11日） - ICHIKO（オープニングテーマの歌手）
- 第11回（2006年8月18日） - 井上奈々子（キュルケ役）
- 第21回（2007年3月27日）、第32回（2007年8月24日）、第63回（2008年12月） - ヤマグチノボル（原作者）
- 第44回（2008年4月、公開録音） - 川澄綾子（アンリエッタ役）、能登麻美子（ティファニア役）
- キャララジオ出張版（2006年8月11日、8月25日） - ヤマグチノボル（原作者）
- キャララジオ出張版 メディファク・ワールドへようこそ 第1回（2007年3月3日） - 宮崎羽衣（Gift 〜ギフト〜 eternal rainbow 木之坂霧乃役）
- キャララジオ出張版 メディファク・ワールドへようこそ 第2回（2007年3月9日） - 樹元オリエ（ひとひら 麻井麦役）
- キャララジオ出張版 メディファク・ワールドへようこそ 第3回（2007年3月16日） - 出渕裕（ラーゼフォン TVシリーズ監督）、京田知己（同劇場版監督）
- キャララジオ出張版 メディファク・ワールドへようこそ 第4回（2007年3月23日） - 成瀬未亜（はぴねす! 柊杏璃役）
- キャララジオ出張版 メディファク・ワールドへようこそ 第5回（2007年3月30日） - 甲斐田裕子（一騎当千 呂蒙子明役）
- スペシャル ルイズがキャララジオで大暴れマンスリー! 第1回（2007年10月5日） - 鈴村健一（獣神演武 岱燈獅麗役）
- スペシャル ルイズがキャララジオで大暴れマンスリー! 第2回（2007年10月12日） - こやまきみこ（プリズム・アーク リッテ・ラートゥス役）
- スペシャル ルイズがキャララジオで大暴れマンスリー! 第3回（2007年10月19日） - 大山鎬則（げんしけん2 笹原完士役）
- スペシャル ルイズがキャララジオで大暴れマンスリー! 第4回（2007年10月26日） - 牧野由依（スケッチブック 〜full color's〜 鳥飼葉月役）

## イベント
ゼロの使い魔〜双月の騎士〜前日祭「秋葉原ピンク祭り」
2007年7月7日に開催。同イベント内の一環として、原宿アストロホールにて公開録音が行われた。なお、この模様は第26回にて放送。
ゼロの使い魔 ラジオ公開録音&ライブ
2008年3月30日に開催。東京アニメフェア2008の一環として、会場となった東京ビッグサイトに設けられたメディアファクトリーブースのステージにて、公開録音およびライブが行われた。なお、この模様は第44回にて放送。

## 関連商品

### CD
- ゼロの使い魔 on the radio スペシャルCD 〜聴かないと、許さないんだから!〜 2007年7月25日発売
  - 新規録音分に加え、第1回-17回をデータ形式で収録（そのため収録総時間は約547分）。エンハンスドCD（オーディオCDパート+データCDパート）
- ゼロの使い魔 on the radio スペシャルCD 〜南国へ行けないって どっ、どういうことなのよーっ!〜 2008年8月25日発売
  - 新規録音分に加え、第18回-29回をデータ形式で収録。エンハンスドCD（オーディオCDパート+データCDパート）
- ゼロの使い魔 on the radio ~南国は一切無視!?アンタ達全員、バカ犬よぉー!〜 2008年12月25日発売
  - 新規録音分に加え、第30回-41回をデータ形式で収録。エンハンスドCD（オーディオCDパート+データCDパート）
- ゼロの使い魔on the radio デラックス~ラジオなのに沖縄ロケ?南国に行ってきました!〜 2009年3月25日発売
  - 新規録音分に加え、第42回-53回をデータ形式で収録。エンハンスドCD（オーディオCDパート+データCDパート）
- ゼロの使い魔 on the radio スペシャルCD 今までありがとう!そして、また逢う日まで! 2010年3月25日発売
  - 新規録音分に加え、第54回-68回をデータ形式で収録。エンハンスドCD（オーディオCDパート+データCDパート）

### メガミマガジン
- ゼロの使い魔 on the radio スペシャルCD メガミマガジン特別版 メガミにルイズが降臨しちゃったぞCD 2007年
  - メガミマガジン2007年8月号（Vol.87）の読者プレゼント商品。

### アニメージュ
- ゼロの使い魔 on the radio 〜アニメージュ特別版〜（7月号付録ラジオCD） 2008年6月10日発売
  - 「一騎当千 GGR 〜アニメージュ特別編〜」と同時収録（ゼロ魔の収録時間は約36分）。内容は、ラジオ本編を知らない人のための紹介&入門編となっている。